# Harmadik Erdoğan-kormány
A harmadik Erdoğan-kormányt a 2011-es általános választásokat követően, 2011. július 6-án iktatta be hivatalába Abdullah Gül török köztársasági elnök. A kormány mandátuma 2014. augusztus 29-én járt le. 

## Kormányzati felépítés
| Hivatal                                                      | Kép                       | Név | Terminus           | Terminus            |
| Hivatal                                                      | Kép                       | Név | Kezdete            | Vége                |
| ------------------------------------------------------------ | ------------------------- | --- | ------------------ | ------------------- |
| miniszterelnök                                               | Recep Tayyip Erdoğan      |     | 2011. július 6.    | 2014. augusztus 28. |
| miniszterelnök-helyettes, kormányszóvivő                     | Bülent Arınç              |     | 2011. július 6.    | 2014. augusztus 29. |
| miniszterelnök-helyettes                                     | Ali Babacan               |     | 2011. július 6.    | 2014. augusztus 29. |
| miniszterelnök-helyettes                                     | Beşir Atalay              |     | 2011. július 6.    | 2014. augusztus 29. |
| miniszterelnök-helyettes                                     | Bekir Bozdağ              |     | 2011. július 6.    | 2013. december 25   |
| miniszterelnök-helyettes                                     | Emrullah İşler            |     | 2013. december 25. | 2014. augusztus 29. |
| Miniszterek                                                  |                           |     |                    |                     |
| igazságügyi miniszter                                        | Sadullah Ergin            |     | 2011. július 6.    | 2013. december 25.  |
| igazságügyi miniszter                                        | Bekir Bozdağ              |     | 2013. december 25. | 2014. augusztus 29. |
| nő- és családügyi miniszter                                  | Fatma Şahin               |     | 2011. július 6.    | 2013. december 25.  |
| nő- és családügyi miniszter                                  | Ayşenur Külahlıoğlu İslam |     | 2013. december 25. | 2014. augusztus 29. |
| az európai uniós csatlakozásért felelős miniszter            | Egemen Bağış              |     | 2011. július 6.    | 2013. december 25.  |
| az európai uniós csatlakozásért felelős miniszter            | Mevlüt Çavuşoğlu          |     | 2013. december 25. | 2014. augusztus 29. |
| tudományos, ipari és technológiai miniszter                  | Nihat Ergün               |     | 2011. július 6.    | 2013. december 25.  |
| tudományos, ipari és technológiai miniszter                  | Fikri Işık                |     | 2013. december 25. | 2014. augusztus 29. |
| munkaügyek és a szociális biztonság minisztere               | Faruk Çelik               |     | 2011. július 6.    | 2014. augusztus 29. |
| környezetvédelmi és várostervezési miniszter                 | Erdoğan Bayraktar         |     | 2011. július 6.    | 2013. december 25.  |
| környezetvédelmi és várostervezési miniszter                 | İdris Güllüce             |     | 2013. december 25. | 2014. augusztus 29. |
| külügyminiszter                                              | Ahmet Davutoğlu           |     | 2011. július 6.    | 2014. augusztus 29. |
| gazdasági miniszter                                          | Mehmet Zafer Çağlayan     |     | 2011. július 6.    | 2013. december 25.  |
| gazdasági miniszter                                          | Nihat Zeybekçi            |     | 2013. december 25. | 2014. augusztus 29. |
| energiaügyi és a természeti erőforrásokért felelős miniszter | Taner Yıldız              |     | 2011. július 6.    | 2014. augusztus 29. |
| ifjúsági és sportminiszter                                   | Suat Kılıç                |     | 2011. július 6.    | 2013. december 25.  |
| ifjúsági és sportminiszter                                   | Akif Çağatay Kılıç        |     | 2013. december 25. | 2014. augusztus 29. |
| élelmiszeripari, mezőgazdasági és állattenyésztési miniszter | Mehdi Eker                |     | 2011. július 6.    | 2014. augusztus 29. |
| vámügyi és kereskedelmi miniszter                            | Hayati Yazıcı             |     | 2011. július 6.    | 2014. augusztus 29. |
| belügyminiszter                                              | İdris Naim Şahin          |     | 2011. július 6.    | 2013. január 24.    |
| belügyminiszter                                              | Muammer Güler             |     | 2013. január 24.   | 2013. december 25.  |
| belügyminiszter                                              | Efkan Âlâ                 |     | 2013. december 25. | 2014. augusztus 29. |
| fejlesztési miniszter                                        | Cevdet Yılmaz             |     | 2011. július 6.    | 2014. augusztus 29. |
| kulturális és idegenforgalmi miniszter                       | Ertuğrul Günay            |     | 2011. július 6.    | 2013. január 24.    |
| kulturális és idegenforgalmi miniszter                       | Ömer Çelik                |     | 2013. január 24.   | 2014. augusztus 29. |
| pénzügyminiszter                                             | Mehmet Şimşek             |     | 2011. július 6.    | 2014. augusztus 29. |
| oktatási miniszter                                           | Ömer Dinçer               |     | 2011. július 6.    | 2013. január 24.    |
| oktatási miniszter                                           | Nabi Avcı                 |     | 2013. január 24.   | 2014. augusztus 29. |
| védelmi miniszter                                            | İsmet Yılmaz              |     | 2011. július 6.    | 2014. augusztus 29. |
| környezetvédelmi és erdőügyi miniszter                       | Veysel Eroğlu             |     | 2011. július 6.    | 2014. augusztus 29. |
| egészségügyi miniszter                                       | Recep Akdağ               |     | 2011. július 6.    | 2013. január 24.    |
| egészségügyi miniszter                                       | Mehmet Müezzinoğlu        |     | 2013. január 24.   | 2014. augusztus 29. |
| közlekedési, tengerészeti és hírközlési miniszter            | Binali Yıldırım           |     | 2011. július 6.    | 2013. december 25.  |
| közlekedési, tengerészeti és hírközlési miniszter            | Lütfi Elvan               |     | 2013. december 25. | 2014. augusztus 29. |

## Fordítás
- Ez a szócikk részben vagy egészben  a(z)   61. Türkiye Cumhuriyeti Hükûmeti című török Wikipédia-szócikk fordításán alapul.  Az eredeti cikk szerkesztőit annak laptörténete sorolja fel. Ez a jelzés csupán a megfogalmazás eredetét és a szerzői jogokat jelzi, nem szolgál a cikkben szereplő információk forrásmegjelöléseként.
- Ez a szócikk részben vagy egészben  a   Cabinet Erdoğan III című angol Wikipédia-szócikk fordításán alapul.  Az eredeti cikk szerkesztőit annak laptörténete sorolja fel. Ez a jelzés csupán a megfogalmazás eredetét és a szerzői jogokat jelzi, nem szolgál a cikkben szereplő információk forrásmegjelöléseként.

## Külső hivatkozások
- http://www.tbmm.gov.tr/kutuphane/e_kaynaklar_kutuphane_hukumetler.html Archiválva 2013. július 10-i dátummal a Wayback Machine-ben Török kormányok programjai a Török Nagy Nemzetgyűlés Könyvtárának honlapján